# Poligné
Poligné är en kommun i departementet Ille-et-Vilaine i regionen Bretagne i nordvästra Frankrike. Kommunen ligger i kantonen Bain-de-Bretagne som tillhör arrondissementet Redon. År 2022 hade Poligné 1 245 invånare.

## Befolkningsutveckling
Antalet invånare i kommunen Poligné
Referens:INSEE